# Druhá bitva u Artois
Druhá bitva u Artois byla střetnutím francouzské a britské armády s německým vojskem, které se uskutečnilo v rámci bojů první světové války na západní frontě od 9. května do 18. června 1915. Jarní ofenzíva v Artois byla Dohodou zahájena v průběhu pokračujícího německého náporu u Yper ve snaze prolomit v oblasti ustálenou frontovou linii. Dílčí dobyté územní zisky zaplatila Dohoda obrovskými ztrátami a rozhodující průlom na západě bitva nepřinesla.

## Bitva

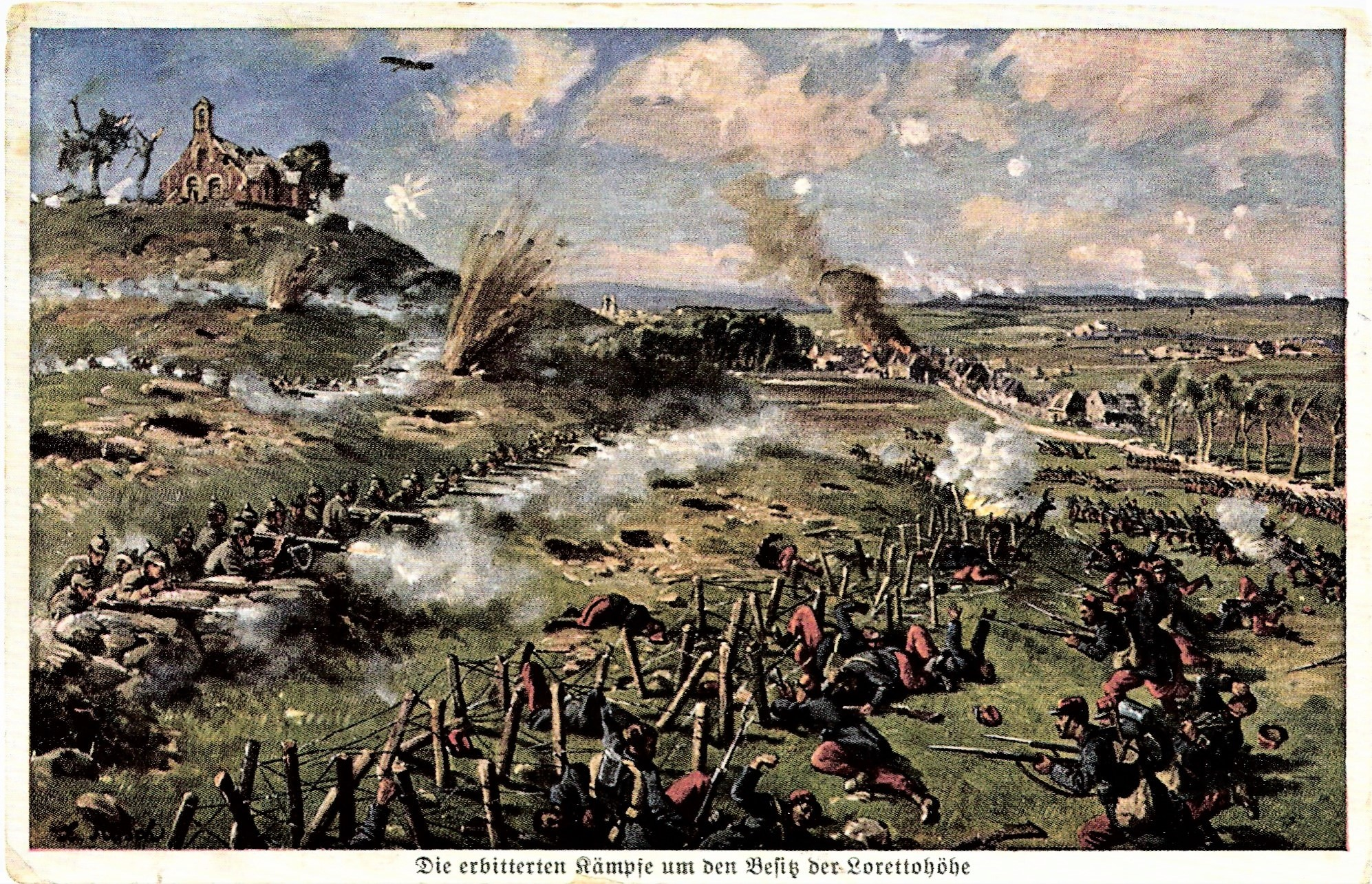
Dobové znázornění bitvy

Po šestidenním bombardování zaútočila francouzská 10. armáda 9. května na německé pozice ve výběžku fronty mezi Arrasem (bitva u Arrasu 1915) a Lens. Podařilo se jí probít do vesnic Vimy a Givenchy-en-Gohelle. Postup zaplacený obrovskými ztrátami, mj. na straně české a polské dobrovolnické jednotky, však záhy ustrnul a Němci v protiútocích dobyli strategický hřeben Vimy zpět.
Britové útočící severněji u Neuve-Chapelle dokázali Němce zatlačit u obce Festubert, avšak ani oni nedokázali prolomit pevné obranné linie. Druhý velký útok na hřeben Vimy podnikli Francouzi 16. června. Německá 6. armáda pod velením prince Ruprechta byla připravená a i dílčí dobyté pozice Francouzi záhy ztratili, takže francouzské velení rozhodlo k 18. červnu ofenzívu zastavit. Boje v Artois se znovu rozhořely na podzim, kdy nový britsko-francouzský útok zahájil třetí bitvu u Artois.